# 우보역
우보역(Ubo station, 友保驛)은 대구광역시 군위군 우보면 이화리에 있었던 중앙선의 철도역이다.
1938년에 개업했으며, 2007년 6월 1일에 여객 취급이 중단되었다. 이후에는 봉림역처럼 역 주변에 펜스를 쳐서, 역 출입이 통제됐다.
2024년 12월 20일에 중앙선 도담 - 영천 구간의 복선 전철화와 함께 철로가 의흥면 파전리 방향으로 이설됨에 따라, 봉림역 및 화본역과 함께 폐역되었다.
역 광장에는 박해수 시, 〈우보역〉의 시비가 있다.
우보면사무소가 있는 이화리의 중심지에서도 남쪽으로 좀 떨어진 곳에 있다. 역 북쪽의 오르막길을 넘어가야 우보면사무소 및 우보면보건지소(우보버스정류장)가 있는 면 중심가가 나온다.
급행9-1번은 우보역을 무정차 통과하며, 우보역 남쪽의 정류장에 정차한다.
폐역된 후에는 미성리 방향으로 나와 있는 건널목 등이 철거에 들어갔다. 해당 건널목 주변의 단선 선로도 끊어져 있다.

## 연혁
- 1938년 12월 1일 : 보통역으로 영업 개시[1]
- 1991년 1월 1일 : 소화물 취급 중지
- 1995년 1월 10일 : 승차권 발매 중지 (차내 취급)
- 2006년 11월 5일 : 화물 취급 중지[2]
- 2007년 6월 1일 : 여객 취급 중지
- 2010년 6월 1일 : 무배치간이역으로 격하
- 2024년 9월 27일 : 폐역 고시[3]
- 2024년 12월 20일 : 폐역

## 사진

역사 (광장쪽)
역사 (선로쪽)
맞이방
승강장
우보역 시비 (박해수 시인)